# Ivan Zoubatchiov
Ivan Nikolaïevitch Zoubatchiov (en russe : Иван Николаевич Зубачёв) (1898-1944), est un capitaine de l'Armée rouge (RKKA).

## Biographie
En juin 1941, il est l'un des chefs du commandement de la défense de la forteresse lors de la bataille de Brest-Litovsk.
Il meurt au camp de prisonniers de Nürnberg-Langwasser le 21 juillet 1944.

## Distinctions

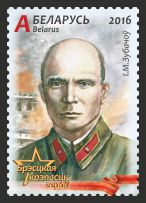
Sur un timbre biélorusse.

- L'ordre de Lénine
- L'ordre du Drapeau rouge